# Спокан (индейская резервация)
Спокан (англ. Spokane Indian Reservation) — индейская резервация, расположенная на Северо-Западе США в северо-восточной части штата Вашингтон.

## История
Резервация была создана в 1881 года указом президента США Ратерфорда Бёрчарда Хейса.

## География
Резервация расположена в северо-восточной части штата Вашингтон, почти полностью на территории округа Стивенс за исключением небольшой части в округе Линкольн.
Общая площадь Спокан составляет 648,63 км², из них 616,67 км² приходится на сушу и 31,97 км² — на воду. Административным центром резервации является неинкорпорированное сообщество Уэллпинит.

## Демография
По данным федеральной переписи населения 2000 года, в резервации проживало около 2 000 человек.
В 2019 году в резервации проживало 2 137 человек. Расовый состав населения: белые — 322 чел., афроамериканцы — 9 чел., коренные американцы (индейцы США) — 1 623 чел., азиаты — 11 чел., океанийцы — 17 чел., представители других рас — 0 чел., представители двух или более рас — 155 человек. Плотность населения составляла 3,29 чел./км².